# イメージファイト
『IMAGEFIGHT』（イメージファイト）は、1988年に日本のアイレムが開発・販売したアーケードゲーム。ジャンルは縦スクロールシューティングゲーム。

## 概要
20XX年を舞台に、自機「OF-1 ダイダロス」を操作し訓練過程「イメージファイト」を通過して、ムーンベースに寄生したエイリアンを倒す事を目的としたゲーム。変速ボタンによりゲーム中に自由に自機のスピードが変更できる事や、ポッドと呼ばれる16方向射撃可能なオプションを特徴としている。開発には同社の『R-TYPE』（1987年）を手掛けたスタッフが参加している他、音楽は同社の『ミスターヘリの大冒険』（1987年）や『最後の忍道』（1988年）を手掛けた石田雅彦が担当している。
1990年にファミリーコンピュータ、PCエンジン、FM TOWNS、X68000に移植された。アーケード版は後にセガサターンおよびPlayStation用ソフト『アーケードギアーズ イメージファイト&エックスマルチプライ』（1998年）や北米にて発売されたWindows用ソフト『IREM Arcade Hits』（2011年）に収録された他、2019年にPlayStation 4およびNintendo Switch用ソフトとしてアーケードアーカイブスにて配信された。PCエンジン版はバーチャルコンソール対応ソフトとして、2007年にWii、2015年にWii Uにてそれぞれ配信された。
アーケード版はゲーム誌『ゲーメスト』の「第3回ゲーメスト大賞」では大賞9位、ベストシューティング賞3位を獲得、ゲーメストムック『ザ・ベストゲーム』では25位を獲得した。PCエンジン版はゲーム誌『ファミコン通信』の「クロスレビュー」にてシルバー殿堂を獲得した。

## ゲーム内容

### システム
8方向レバーと2ボタン（ショット、変速）で自機を操作する。全8(+1)ステージ×2周。
同社R-TYPEの流れを汲む、戦略パターン暗記型のゲームである。速度調節や武器の使い分け、安全地帯などを駆使した綿密な攻略法を組み立て、ステージを進める。全体的に敵の耐久力が高く、プレイには相応の連打力が必須とされる。

### 変速
自機は、変速ボタンによりスピードを4段階に調節できる。ボタンを押す毎に1速→2速→3速→4速→3速→2速→1速と変化する。変速によって機体は四つの形態に変形するが、外見が変わるだけで、当たり判定等に変化はない。
変速時に自機尾部から出るバックファイアーにも攻撃力があり、攻略上重要な武器の一つとなっている。

### ポッド
POWボックス内に入っている攻撃補助ユニット。自機左側、右側、尾部の順に、1個ずつ最大3個まで装備でき、ショットボタンを押すとノーマルショットと同威力のショットを発射する。取得前のポッドは青と赤に点滅しており、取得のタイミングでいずれの色・性質のポッドが装備されるかを選べる。ポッドを3個装備している時に新たにポッドを取ると、装備しているポッドが取った色に統一される。
青色のポッドは方向を正面に固定されている。赤色のポッドはレバー入力と逆の方向を向くように旋回し、16方向に方向を変える事が出来る。敵弾は防げないが、敵に接触させる事でダメージを与えられる。
攻撃・変速ボタンを同時に押すと、両サイドのポッドが前方に射出される（ポッドシュート）。射出されたポッドは一定距離前方に直進した後、弧を描いて元の位置を目指して戻ってくる。基本的に障害物を通り抜けることはできないが、シュートしたポッドが一定時間戻って来ない場合は、障害物を突き抜けて戻ってくることがある。

### パーツ
全9種類。POWボックス内に入っており、ボックスを破壊後に出現する。パーツ未装着の状態の自機が接触すると機首に装備出来る。パーツを装着した状態で別のパーツを装着することはできない。
パーツを装備すると自機はノーマルショットを撃つことができなくなる代わりに、パーツ特有の攻撃を行うことができるようになる。
全てのパーツは、装備中に敵弾を受けたり敵機や障害物、POWボックスに衝突したりすると破壊される。
バリア
攻撃ボタンを押し続けることにより、前方にリング状のバリアを2個形成できる。ボタン連打では形成されない。
展開されたバリアは敵弾を防ぎ、触れた敵にダメージを与えることもできる。
反射ボール
地形にぶつかると跳ね返るボールを、前方斜め45度の2方向に発射する。地形が入り組んだステージで威力を発揮する。
サーチレーザー
耐久力の低い敵を貫通し、敵と横軸が合うと直角に曲がって着弾するレーザーを2本、前方に発射する。威力が高く弾速も速い。
バルカン7
前方に弾丸を7発、扇状に発射する。連射性があまり高くないが、弾一つあたりの攻撃力は高い。
ドリルレーザー
耐久力の低い敵を貫通するレーザーを正面に2本発射する。自機の真正面の敵に対して絶大な威力を発揮する。
リングレーザー
前方ランダム方向に耐久力の低い敵を貫通するリング状のレーザーを発射する。攻撃範囲が広く出現個数も多い。
Vバルカン
前方斜め30度の2方向に弾丸を発射する。派手さはないが連射性が高く比較的使いやすい。
サーチミサイル
敵を自動追尾するミサイルを発射する。速度は遅めだが連射が利き、後方の敵も追尾する。
サイド
左右2方向に弾丸を発射する。連射性が低い。

## 設定

### ストーリー
20XX年（続編の『イメージファイトII』では2048年に変更）、東西陣営の果て無き軍事競争が続く中、西側ムーンベースの突然の爆発により月が崩壊、その直後、正体不明の敵による軌道工業プラントへの破壊活動が開始された。偵察衛星は、植物に寄生されたムーンベースのマザーコンピューターの映像をキャッチ、それを見た一部の学者は、一連の事件をエイリアンによる侵略であると主張。事態の収拾を急ぐべく西側陣営は、『OF-1 ダイダロス』を準備、訓練過程をクリアした者を次々と宇宙へと飛び上がらせていった。

### ステージ構成
ステージ5までは仮想現実空間での『訓練』、後半3ステージは宇宙空間での『実戦』という構成になっている。前半は『訓練』であるため、クリア毎に敵機撃墜率を集計しており、ステージ5クリア時点の平均撃墜率が90%を割っている場合（平均撃墜率は四捨五入での計算で、小数点が0.5～0.9％の場合は繰り上がりで1％として計算されるため、実質平均89.5％までは合格範囲となる）、補習ステージをクリアしなければ実戦ステージに突入できないようになっている。補習ステージは、自機の装備が全くない上入手もできない状態で進めなければならず、また敵の配置設定が極めて巧妙なため、非常に難度が高い。なお、後半の『実戦ステージ1』においても自機の装備は初期状態になる。
全ステージをめぐると、敵弾の高速化や耐久力の上昇などあらゆる難易度が上昇する2周目が開始される。2周目の補習ステージも同様で、補習ステージでのノーミスクリアは非常に困難とされる。2周目をクリアすると1周目と若干異なるエンディングを迎え、ゲーム終了となる。

## キャラクター

### 自機
OF-1 ダイダロス
月面ムーンベースのマザーコンピューター「MARIKO」の暴走に対応すべく、西側陣営が開発した最新鋭軌道戦闘機。初の大気圏離脱・突入能力をもった機体である。型式番号の「OF」は「Orbit Fighter（軌道戦闘機）」を示す。
スピード変更時の安定的な姿勢制御のために、機体の形態を変形する事が可能である。機体操縦用のインターフェイスシステム「サイバーコネクター」と「P.L.D.（Psychic Linkage Drive）」の併用により、P.O.D.（Psychic operated Offence Device、通称ポッド）と呼ばれる無人補助攻撃システムによる多元攻撃が可能。
また、P.E.C.（Pan Energy Connecter）により多種のエネルギーコンバーター（通称パーツ）を接続することによって様々な攻撃が可能となっている他、追加装備として大気圏離脱用のブースターも存在する。自機として登場する通常型の他に、バリエーションとしてゼロ空間限定型「OF-1Z」、高重力惑星仕様「OF-1G」、電子戦装備型「OF-1E」などがある。
『R-TYPE FINAL』以降のR-TYPEシリーズにも登場しているが、これらの作品ではR戦闘機「TX-T エクリプス」から派生した機体となっており、武装もR戦闘機に準じた物となっている。なお、右のスペック表で［ ］でくくられている部分は『R-TYPE FINAL』以降での設定である。

## 移植版
| No. | タイトル                                                 | 発売日 | 対応機種                                             | 開発元                     | 発売元                             | メディア                                       | 型式                | 売上本数 | 備考 |
| --- | -------------------------------------------------------- | --- | ---------------------------------------------------- | -------------------------- | ---------------------------------- | ---------------------------------------------- | ------------------- | -------- | --- |
| 1   | イメージファイト                                         | 1990年3月16日 1990年                                                                                                  | ファミリーコンピュータ                               | アイレム                   | アイレム                           | 2メガビット+64キロRAM ロムカセット             | IF-14 NES-F9-USA    | -        | |
| 2   | イメージファイト                                         | 1990年7月27日 1990年                                                                                                  | PCエンジン                                           | アイレム                   | アイレム                           | 4メガビットHuCARD                              | IC02003             | -        | |
| 3   | イメージファイト                                         | 1990年11月1日 | FM TOWNS                                             | ビング                     | ビング                             | CD-ROM                                         | HMB-202             | -        | |
| 4   | イメージファイト                                         | 1990年12月14日 | X68000                                               | アイレム                   | アイレム                           | 5インチ2HDフロッピーディスク3枚組              | IX68-02             | -        | |
| 5   | アーケードギアーズ イメージファイト&エックスマルチプライ | 1998年8月20日 | セガサターン PlayStation                             | エクシングエンタテイメント | エクシングエンタテイメント         | CD-ROM                                         | T-26110G SLPS 01267 | -        | アーケード版の移植 |
| 6   | イメージファイト                                         | 2007年8月7日 | Wii                                                  | アイレム                   | アイレム                           | ダウンロード （バーチャルコンソール）          | -                   | -        | PCエンジン版の移植 Wiiショッピングチャンネル終了に伴い配信終了 |
| 7   | IREM Arcade Hits                                         | 2011年9月12日 | Windows                                              | DotEmu                     | DotEmu                             | ダウンロード                                   | -                   | -        | 本作の他に17本アーケード作品同時収録 |
| 8   | イメージファイト                                         | 2015年6月24日 | Wii U                                                | アイレム                   | KDE                                | ダウンロード （バーチャルコンソール）          | PPEJ                | -        | PCエンジン版の移植 2020年6月30日配信終了 |
| 9   | イメージファイト                                         | 2019年5月23日 | PlayStation 4 Nintendo Switch                        | アイレム                   | ハムスター                         | ダウンロード （アーケードアーカイブス）        | -                   | -        | アーケード版の移植 基板の仕様を忠実に再現。 ステージプレイ中のコマンド入力でステージセレクト可。 4種類の連射機能（シンクロ30連射、15連射（いずれもフレームレート30の表裏別あり））とそれらの個別ボタン配置完備。 基板との操作誤差1F仕様。 |
| 10  | アイレムコレクションVol.1                                | ダウンロード版(NSW,PS4,PS5版) 2023年11月21日 ダウンロード版(XB1版) 2023年12月7日 パッケージ版(NSW,PS5版) 2024年3月7日 | Nintendo Switch PlayStation 5 PlayStation 4 Xbox One | RATALAIKA GAMES            | Tozai Games ININ Games(Xbox One版) | ダウンロード Switch専用ゲームカード UHD BD-ROM | -                   | -        | アーケード版(国内版と海外版)、ファミコン版、NES版、PCエンジン版を収録。 |

## 評価
アーケード版
- ゲーム誌『ゲーメスト』の企画「第3回ゲーメスト大賞」（1989年度）で、読者投票により大賞9位を獲得している[1]。その他に、ベストシューティング賞で3位、プレイヤー人気で2位、年間ヒットゲームで2位、編集部特別賞を獲得している[1]。

- 1991年に刊行されたゲーメストムック『ザ・ベストゲーム』において、それまでの全アーケードゲーム作品を対象とした読者投票では第25位を獲得、同書では「妥協を許さぬマニア好みのシューティング」と本作を位置付けており、敵の配置やゲーム性が緻密な構成であった事を指摘した上で、「マニアの挑戦意欲をかきたてるには最高のゲームだったといえよう」と称賛した[20]。また本作には同社の『R-TYPE』（1987年）の企画者が関わっているが故に自機のシステムが工夫されていると指摘した上で、「ゲームは自分のできることが一番重要だとおもわせてくれるのです」と称賛した[20]。

- 1998年にそれまで発売されていたアーケードゲーム全てを対象に行われた『ゲーメスト』読者の人気投票によるゲーメストムック『ザ・ベストゲーム2』では、『名作・秀作・天才的タイトル』と認定された「ザ・ベストゲーム」に選定され、同書では本作に『R-TYPE』制作者が関与した事を指摘した上で「数々の独創的アイディアが詰め込まれた作品」と称賛した[21]。またゲーム中に随時スピードが変更できる事、世界観や演出が凝っている事などを称賛したと同時に、「全2周でオールクリアだが、2周目はかなり難しく、緻密なパターン化が要求される」と難易度の高さを指摘した[21]。

ファミリーコンピュータ版
ゲーム誌『ファミコン通信』の「クロスレビュー」では合計で23点（満40点）、ゲーム誌『ファミリーコンピュータMagazine』の読者投票による「ゲーム通信簿」での評価は以下の通りとなっており、18.24点（満30点）となっている。
| 項目 | キャラクタ | 音楽 | 操作性 | 熱中度 | お買得度 | オリジナリティ | 総合  |
| 得点 | 2.96       | 3.05 | 3.20   | 3.17   | 2.93     | 2.93           | 18.24 |

PCエンジン版
ゲーム誌『ファミコン通信』の「クロスレビュー」では7・7・8・8の合計30点（満40点）でシルバー殿堂入りを獲得、『月刊PCエンジン』では90・90・90・90・75の平均87点、『マル勝PCエンジン』では9・8・8・7の合計32点（満40点）、『PC Engine FAN』の読者投票による「ゲーム通信簿」での評価は以下の通りとなっており、22.30点（満30点）となっている。
また、この得点はPCエンジン全ソフトの中で146位（485本中、1993年時点）となっている。
| 項目 | キャラクタ | 音楽 | 操作性 | 熱中度 | お買得度 | オリジナリティ | 総合  |
| 得点 | 3.82       | 3.57 | 3.86   | 3.95   | 3.48     | 3.61           | 22.30 |